# Municipio de Osawatomie
El municipio de Osawatomie (en inglés: Osawatomie Township) es un municipio ubicado en el condado de Miami en el estado estadounidense de Kansas. En el año 2010 tenía una población de 728 habitantes y una densidad poblacional de 8,18 personas por km².

## Geografía
El municipio de Osawatomie se encuentra ubicado en las coordenadas 38°28′51″N 94°59′43″O / 38.48083, -94.99528. Según la Oficina del Censo de los Estados Unidos, el municipio tiene una superficie total de 89.05 km², de la cual 87,75 km² corresponden a tierra firme y (1,46 %) 1,3 km² es agua.

## Demografía
Según el censo de 2010, había 728 personas residiendo en el municipio de Osawatomie. La densidad de población era de 8,18 hab./km². De los 728 habitantes, el municipio de Osawatomie estaba compuesto por el 96,57 % blancos, el 0,14 % eran afroamericanos, el 0,14 % eran amerindios, el 1,1 % eran de otras razas y el 2,06 % eran de una mezcla de razas. Del total de la población el 2,34 % eran hispanos o latinos de cualquier raza.